# 京都CF!
京都CF!は、株式会社フェイム発行の、京都のタウン情報誌。

## 概要
町を独自の視点で捉えて最近の京の現象（＝今流行っているもの）を検証、一般大衆情報誌とは異なる見方で展開。店とは決して料理や商品その値段、店の外観や内装だけで作られているものではなく、人で支えられ、さらに町はその集合体で成立するのだという視点で編集された。店々のバックボーンや成り立ちまでじっくり聞き込んで取材し、単なる店紹介にとどまらない活きた町の人々の喜怒哀楽や表情を物語として読者に伝達。
第309巻2009年9月号を最後に休刊。
現在はWebサイト上にてバックナンバーを配信している。

## 沿革
- 1984年 8月 「Club Fame」の前身、「A CITY FOCUS」創刊
- 1987年 8月 「A CITY FOCUS」から誌名を「Club Fame」に改題
- 1988年 8月 地下鉄阪急駅売店にて「Club Fame」発売スタート
- 1989年 3月 発行主体会社として株式会社フェイム設立

7月 京都市内主要書店にて、「Club Fame」発売スタート
- 1990年 8月 「Club Fame」雑誌コード取得、京滋地区全書店・コンビニエンスストアにて発売
- 1991年 4月 マーケティングシステムコンセプト ブック「Hau」発刊

11月 NTT全国タウン誌フェスティバル大賞受賞。570余誌の情報誌のフラッグシップとなるべく情報誌のいわば名球会入り
- 1994年 2月 JCCジャパンクリエイターズクラブ事務局

11月 NTT全国タウン誌フェスティバル大賞10周年特別賞・編集技術賞ダブル受賞
- 1996年 5月 京都市産業観光局主催、全国レジャー誌京都特集コンテスト入賞
- 1997年 7月 全国高等学校総合体育大会京都大会京都市ガイドブック企画編集
- 1998年 9月 「Club Fame」から誌名を「京都CF！」に改題
- 1999年10月 京都市自治100周年事業「京都元気大賞ガイド」企画編集
- 2000年 8月 市内創作料理店のリニューアルコーディネートを皮切りに「ダイナミズム マーケット」として、トータルプロデュース業務のスタート

9月 音楽企画制作／出版管理事業部　D-topia japon co. 設立
12月 Club Fame時代より継続して、通巻200号発刊
- 2001年 3月 京都市京都新世紀ビッグイベント「京都21」の「京都21リポート」冊子制作協力にて京都市より感謝状授与される
- 2008年11月 Club Fame時代より継続して、通巻300号発刊
- 2009年 8月 通巻309号発刊をもって休刊される